# Luc Tuymans
Luc Tuymans (nacido el 14 de junio de 1958 en Mortsel, Bélgica) es un artista plástico belga. Vive y trabaja en Amberes. 

## Trayectoria
Tuymans es conocido por sus pinturas que exploran la relación de las personas con la historia y se enfrentan a su capacidad para ignorarla. La Segunda Guerra Mundial es un tema recurrente en su obra. Es una figura clave de la generación de pintores figurativos europeos que adquirieron renombre en un momento en que muchos creían que el medio había perdido su relevancia debido a la nueva era digital. Gran parte de la obra de Tuymans aborda la complejidad moral, en concreto la coexistencia del "bien" y el "mal".Sus temas abarcan desde grandes acontecimientos históricos, como el Holocausto, hasta lo aparentemente intrascendente o banal: papel pintado, adornos navideños u objetos cotidianos, por ejemplo.
Las pinturas figurativas del artista, de escaso colorido, se componen de pinceladas rápidas de pintura húmeda. Tuymans pinta a partir de imágenes fotográficas o cinematográficas extraídas de los medios de comunicación o de la esfera pública, así como de sus propias fotografías y dibujos.A menudo aparecen intencionadamente desenfocadas.Sin embargo, el efecto borroso se crea intencionadamente con pinceladas, no es el resultado de una técnica de "borrado".
Las oposiciones formales y conceptuales se repiten en su obra, lo que se refleja en su observación de que, si bien "la enfermedad debe aparecer en la forma en que se hace el cuadro", también hay placer en su realización, una "caricia" del lienzo. Esto refleja la configuración semántica que Tuymans da al contenido filosófico de su obra.Sus títulos, a menudo alegóricos, añaden una capa más de imaginería a su obra, una capa que existe más allá de lo visible. El cuadro Gaskamer (Cámara de gas) ejemplifica su uso de los títulos para provocar asociaciones en la mente del espectador. En su obra, el significado nunca es fijo; sus cuadros incitan al pensamiento. Otra característica de la obra de Tuymans es que a menudo trabaja en serie, un método que permite que una imagen genere otra y que las imágenes se formulen y reformulen hasta el infinito. Las imágenes se analizan y destilan una y otra vez, y se produce un gran número de dibujos, fotocopias y acuarelas como preparación para sus óleos.Sin embargo, cada cuadro se termina en un solo día.

## Biografía
Tuymans pasó su infancia en Amberes. Es hijo de una mujer holandesa cuya familia participó activamente en la resistencia contra el nacionalsocialismo. La familia paterna, en cambio, era leal a los nacionalsocialistas. Las controversias resultantes influyeron en Tuymans, al igual que sus recuerdos de una época en la escuela marcada por insultos y violencia por parte de sus compañeros. 
De 1976 a 1982, Tuymans estudió inicialmente Bellas Artes y luego se dedicó a estudiar Historia del Arte hasta 1986. A mediados de la década de 1980 también se produjeron las primeras obras fundamentales de Tuymans, que, contrariamente a las tendencias artísticas de la época, eran de naturaleza figurativa y revelaban un lenguaje visual y una estética notables: Tuymans abordó acontecimientos históricos y políticos en tonos apagados y cuestionó la credibilidad de Imágenes y medios visuales en relación con nuestra memoria histórica.
En 1992, Luc Tuymans se dio a conocer ante el público internacional con su aparición en la documenta IX de Kassel y desde entonces ha expuesto en numerosas exposiciones individuales y colectivas en Europa, América y Asia. Con la presentación de sus obras en el Pabellón Belga de la Bienal de Venecia en 2001 y con su renovada participación en Documenta11 al año siguiente, Tuymans finalmente se consolidó como uno de los pintores más solicitados e influyentes de su generación. Desde entonces, su obra se ha mostrado cada vez más en exposiciones retrospectivas, incluidas las presentaciones de Tuymans en el K21 de Düsseldorf y la Tate Modern de Londres, así como en la Műcsarnok Kunsthalle de Budapest, la Haus der Kunst de Munich y la Galería Nacional de Arte Zachęta. Se puede contar con él en Varsovia.
El trabajo de Tuymans se mostró en una extensa exposición en Estados Unidos, que se desarrolló hasta 2011 desde el Centro Wexner para las Artes en Columbus hasta el Museo de Arte Moderno de San Francisco en San Francisco, el Museo de Arte de Dallas en Dallas y el Museo de Arte Contemporáneo. Art in Chicago realizó una gira. Desde 2013 es miembro honorario de la Academia Estadounidense de Artes y Letras.  En mayo de 2018, Tuymans fue elegido miembro de la Sección de Bellas Artes de la Academia de las Artes de Berlín. 
El lenguaje visual y la estética únicos de Tuymans, así como su adhesión al contenido de la imagen figurativa, contribuyeron significativamente al discurso sobre nuevas formas de pintura que comenzó a finales de los años noventa. Con los colores reservados y la franqueza del contenido de sus cuadros, influyó en toda una generación de pintores más jóvenes, entre ellos Wilhelm Sasnal y Eberhard Havekost. La crítica de arte de la FAZ, Rose-Maria Gropp, lo considera un “maestro contemporáneo de la vanitas” del Barroco.

## Obras en colecciones públicas
Acorde con la importancia histórico-artística de Tuymans, las obras del pintor se han expuesto en numerosos museos. Se incluyen en las colecciones de los siguientes museos: Museo de Arte Moderno, Nueva York; Museo Solomon R. Guggenheim, Nueva York; Instituto de Arte de Chicago, Chicago; Museo de Arte Moderno de San Francisco, San Francisco; Museo y Jardín de Esculturas Hirshhorn, Washington D.C.; Museo de Arte Contemporáneo, Los Ángeles; Tate Modern, Londres; Centro Georges Pompidou, París; Colección Francois Pinault, Venecia; Museo de Arte Moderno, Frankfurt; Pinakothek der Moderne, Múnich; Colección Goetz, Múnich; Hamburger Bahnhof, Berlín; Galería New Masters, Dresde; Museo Stedelijk, Ámsterdam; Museo Serralves, Oporto; Fundación De Pont, Tilburg; Bonnefantenmuseum, Maastricht; Museo van Hedendaagse Kunst (MuHKA), Amberes; Museo Stedelijk de Arte Actual, Gante; Museo de Arte de Bremerhaven, entre otros.